# 阴丹士林
阴丹士林（英文的音译）是一类人工合成的蒽醌类染料。该系列染料有蓝、红、绿等多个色调，旧时也用“阴丹士林”来指用此染成的布。其中以阴丹士林蓝RS最为著名。
其他阴丹士林系列染料有：
- 阴丹士林黑
- 阴丹士林直接黑
- 阴丹士林绿 FFB
- 阴丹士林深红 C-FR
- 阴丹士林酱红 RR
- 阴丹士林棕 R

## 阴丹士林蓝RS
又称颜料蓝60、还原蓝4、蒽醌蓝、颜料蓝GR、士林蓝。化学名6,15-二氢二蒽并哒嗪-5,9,14,18-四酮。于1901年由德国人雷讷·波恩（Rene Bohn）注册专利，是为第一个人造的还原染料（瓮染料）。
纯产品为蓝色针状，带金属光泽的晶体，熔点470－500摄氏度。阴丹士林蓝RS被用在棉布染色、以及一些油漆中的着色，另外也可作为食品色素，E编码为E130。其CAS登錄號是[81-77-6]，SMILES表達式為：O=C(C(C(NC (C=CC(C(C7=C6 C=CC=C7)=O)=C5 C6=O)=C5N4)=C4 C=C3)=C3C2=O) C1=C2C=CC=C1。

## 阴丹士林布
用阴丹士林染料染制的布匹颜色鲜艳，耐日晒和洗涤。因阴丹士林蓝可取代木藍等传统靛蓝染料，又被称为“洋靛”。
这类布匹自民国早期开始在中国行销，其中190号士林蓝布最为畅销，惯称“阴丹士林布”，被广泛用来制作长袍、旗袍、学生制服等。在民国中后期，阴丹士林蓝布的长袍是高等学校师生的代表服装。